# CHILDREN OF THE SUN -LIVE! D.C.T.1998 SING OR DIE-
『CHILDREN OF THE SUN -LIVE! D.C.T.1998 SING OR DIE-』（チルドレン オブ ザ サン ライブ ディーシーティー いちきゅうきゅうはち シング オア ダイ）は、DREAMS COME TRUEのライブビデオ。VHS・LDは1998年7月16日 、DVDは2000年12月6日発売。

## 解説
- 9th アルバム『SING OR DIE』のコンサートの模様を映像化。アルバムツアーのビデオが発売されたのは初めてのことである。
- アルバム『SING OR DIE -WORLDWIDE VERSION-』と同時発売。
- LDは、「月光」までがA面、「ケロケロ」以降がB面となっている。
- 直前にレコード会社を移籍したためか、アルバム『SING OR DIE』収録曲以外はほとんどカットされている。なお、「そうだよ」は、収録日に歌われておらず、エンドロールのBGMに使用されている。
- DVDには、特典映像として『SING OR DIE』、『CHILDREN OF THE SUN-LIVE! D.C.T.1998 SING OR DIE-』のTV-CMを収録。

## 収録曲
1. CHILDREN OF THE SUN THEME
「OPEN SESAME」に新たなメロディーを付け加えた新曲。
2. SING OR DIE
3. よろこびのうた
4. BEAUTIFUL BOY
5. 誘惑
6. MARRY ME?
7. 月光
8. ケロケロ
9. たんぽぽの堤防
10. そんなの愛じゃない
11. あはは
12. PEACE!
13. 愛するこころ

## セットリスト
『LIVE! D.C.T. 1998 SING OR DIE』のセットリスト
1. CHILDREN OF THE SUN THEME
2. SING OR DIE
3. よろこびのうた
4. APPROACH
5. KUWABARA KUWABARA
6. BIG MOUTHの逆襲
7. BEAUTIFUL BOY
8. そうだよ
9. 誘惑
10. MERRY ME?
11. 月光
12. うれしい！たのしい！大好き！
13. ケロケロ
14. たんぽぽの堤防
15. そんなの愛じゃない
16. あはは
17. PEACE!
18. 愛するこころ
19. 眼鏡越しの空 (ENCORE)
20. 未来予想図II (ENCORE)